# Might As Well Live
Might As Well Live är Last Days of Aprils sjätte studioalbum, utgivet 2007. Låten "Who's on the Phone" utgavs även som singel.

## Låtlista
Alla låtar är skrivna av Karl Larsson.
1. "Lost and Found" - 3:40
2. "Great White's Jaws" - 4:20
3. "Who's on the Phone" - 3:03
4. "Hanging High" - 3:41
5. "Get Out While You Can" - 2:48
6. "I Wish That You Would Mean a Lot Less to Me" - 4:31
7. "Two Ply Glass" - 3:40
8. "Come on Over" - 2:39
9. "Melbourne" - 3:24
10. "You Don't Believe Me" - 3:57

## Singlar

### Who's on the Phone
1. "Who's on the Phone"
2. "Great White's Jaws"

## Medverkande musiker
- Karl Larsson - sång, gitarr
- Mathias Oldén - bas
- Fredrik Granberg - trummor

## Mottagande
I Sverige fick skivan ett mycket blandat mottagande och snittar på 2,9/5 på Kritiker.se, baserat på tolv recensioner.